# Virgil (Illinois)
Virgil es una villa ubicada en el condado de Kane en el estado estadounidense de Illinois. En el Censo de 2010 tenía una población de 329 habitantes y una densidad poblacional de 60,23 personas por km².

## Geografía
Virgil se encuentra ubicada en las coordenadas 41°57′20″N 88°31′45″O / 41.95556, -88.52917. Según la Oficina del Censo de los Estados Unidos, Virgil tiene una superficie total de 5.46 km², de la cual 5.46 km² corresponden a tierra firme y (0%) 0 km² es agua.

## Demografía
Según el censo de 2010, había 329 personas residiendo en Virgil. La densidad de población era de 60,23 hab./km². De los 329 habitantes, Virgil estaba compuesto por el 94.53% blancos, el 1.82% eran afroamericanos, el 0.61% eran amerindios, el 1.52% eran asiáticos, el 0% eran isleños del Pacífico, el 0.3% eran de otras razas y el 1.22% pertenecían a dos o más razas. Del total de la población el 3.04% eran hispanos o latinos de cualquier raza.